# او تانت
او تانت (زاده ۲۲ ژانویه ۱۹۰۹ – درگذشته ۲۵ نوامبر ۱۹۷۴) دیپلمات اهل میانمار و سومین دبیرکل سازمان ملل متحد بود. او کار خود را به طور رسمی از ۳۰ نوامبر ۱۹۶۱ آغاز و تا ۳۱ دسامبر ۱۹۷۱ این سمت را به عهده داشت. او نخستین دبیر کل آسیایی سازمان ملل متحد به شمار می‌رفت.
تانت پیش از انتخاب به‌عنوان دبیرکل سازمان ملل، رئیس هیئت نمایندگی میانمار در سازمان ملل متحد بود..